# 글라우버-수다르샨 표현
글라우버-수다르샨 표현(영어: Glauber–Sudarshan representation)은 양자 조화 진동자의 밀도 행렬을 결맞는 상태의 기저로 나타내는 표현이다. 일종의 준확률분포로 볼 수 있다. 양자광학에서 쓰인다.

## 역사
에나칼 찬디 수다르샨(말라얄람어: ഇ.സി.ജി. സുദർശൻ, 영어: Ennackal Chandy George Sudarshan)과 로이 글라우버(영어: Roy Jay Glauber)가 1963년에 도입하였다.

## 정의
글라우버-수다르샨 표현 {\displaystyle P(\alpha )}는 밀도 행렬 {\displaystyle \rho }과 다음과 같은 관계를 가진다.
{\displaystyle \rho =\int P(\alpha )|{\alpha }\rangle \langle {\alpha }|\ d^{2}\alpha }
여기서 {\displaystyle |\alpha \rangle }은 결맞는 상태다.
글라우버-수다르샨 표현은 실수 값을 가지며, 일반적 확률분포와 달리 음의 값을 가질 수 있다.

## 같이 보기
- 위그너 준확률분포

## 참고 문헌
- Roy J. Glauber, Physical Review 131, 2766 (1963)
- E. C. G. Sudarshan, Phys. Rev. Letters 10, 277 (1963)